# Andriy Proshyn
Andriy Volodymyrovych Proshyn (or Andrei Vladimirovich Proshin) (tiếng Nga: Андрей Владимирович Прошин; sinh ngày 19 tháng 2 năm 1985) là một cầu thủ bóng đá người Ukraina. Anh thi đấu cho FSK Dolgoprudny.  Anh cũng mang quốc tịch Nga.

## Sự nghiệp câu lạc bộ
Anh có màn ra mắt tại Giải bóng đá ngoại hạng Nga năm 2006 cho F.K. Tom Tomsk.